# 農圃道官立小學
農圃道官立小學（英語：Farm Road Government Primary School）位於九龍靠背壟農圃道8號，創校於1956年，是一所香港政府小學，由香港教育局直接管轄。

## 校政管理
歷任校監
- 潘忠誠 先生[1]
- 吳加聲 先生

歷任校長
- 張高曼麗 女士
- 劉蔡倩嫻 女士（上午校）[2]
- E.T.Tavares 女士（下午校）
- 梁寶恩 女士（上午校）[3]
- 吳鄒浦玲 女士（下午校）
- 張慧中 女士（上午校）[1]
- 張俊珊 女士（下午校）[4]
- 周金惠玲 女士
- 黃麗媚 女士

歷任副校長
- 梁小雯 女士
- 李宗超 先生
- 蔡志明 先生

## 著名/傑出校友
- 石鏡泉︰《香港經濟日報》副社長、財經專欄作家
- 任亮憲：香港政治人物
- 梁裕龍：養和醫院眼科專科醫生
- 周松崗：香港國際企業行政管理人員
- 陳鍵鋒（下午校）：香港男演員
- 胡天衡（1995年上午校）：前香港新聞從業員
- 連庭欣（1996年畢業）：前香港駐柏林經濟貿易辦事處處長 ，商務及經濟發展局首席助理秘書長 (工商)
- 小寶（陳嘉佳）（1998年畢業）：香港女演員[註 1]
- 陳智健（1988年上午校）：香港個人資料私隱專員公署總監（傳訊及教育）